# Революционный коммунистический интернационал
Революционный коммунистический интернационал, РКИ (англ. Revolutionary Communist International, RCI) — международная коммунистическая организация, действующая в более чем 50 странах, основывающаяся на идеях Карла Маркса, Фридриха Энгельса, Владимира Ленина, Льва Троцкого и её основателей Теда Гранта и Алана Вудса. Своей главной целью РКИ считает создание единой всемирной коммунистической партии для организации мировой революции, уничтожения капитализма и построения социализма и коммунистического общества во всём мире. С 1992 по 2006 года интернационал носил название Комитет за марксистский интернационал (КМИ) (англ. Committee for a Marxist International), до июля 2024 года — Международная марксистская тенденция (ММТ) (англ. International Marxist Tendency, IMT).

## История
Тед Грант был долгие годы лидером тенденции «Милитант» в Лейбористской партии (ЛП) до раскола в Комитете за рабочий интернационал в 1992 году. По мнению Гранта, выход из ЛП означал потерю многих лет терпеливой работы, призывал своих товарищей оставаться в организации. Тогда его сторонники оказались в меньшинстве, и были исключены из Интернационала. Вместе с Аланом Вудсом Грант создал в Британии журнал «Socialist Appeal» («Социалистический призыв»). Сторонники Гранта из других стран учредили в 1992 году Комитет за марксистский интернационал. На мировом конгрессе 2006 года КМИ был переименован в Международную марксистскую тенденцию.
В ряде стран сторонники ММТ продолжают следовать тактике энтризма. В некоторых странах они состоят в коммунистических и социал-демократических партиях как «укоренённых в рабочем классе». В Италии и Франции — это Партия коммунистического возрождения и Французская коммунистическая партия. В Пакистане — в Пакистанской народной партии покойной Беназир Бхутто. В Греции сторонники ММТ, объединённые в «Коммунистическую платформу», переориентировались с Коммунистической партии Греции на Коалицию радикальных левых, а затем на «Народное единство».
Одной из важнейших международных кампаний, проводящихся ММТ, является «Руки прочь от Венесуэлы!» («Hands Off Venezuela!»). В её рамках в странах, где есть сторонники ММТ, проводятся семинары, на которых рассказывается о «боливарианских» преобразованиях, проводящихся в Венесуэле, о роли этих преобразований в мировых процессах. Алан Вудс, ставший после смерти Теда Гранта лидером и ведущим теоретиком ММТ, часто посещает Венесуэлу, общался там с Уго Чавесом. В 2005 году вышла его книга «Венесуэльская революция — марксистская перспектива» («The Venezuelan Revolution — a Marxist perspective»), в которой дается анализ ситуации в Венесуэле и её перспектив.
В июле 2021 года, в ходе внутрипартийной борьбы в Лейбористской партии, британская секция ММТ (Социальный призыв (англ. Socialist Appeal)) была исключена из партии вместе с тремя другими фракциями, поддерживавшими Джереми Корбина.
В 2023 году было принято решение о реорганизации секций организации, а также о переименовании самого интернационала. В июне 2024 года организация сменила название на Революционный коммунистический интернационал.

## Деятельность

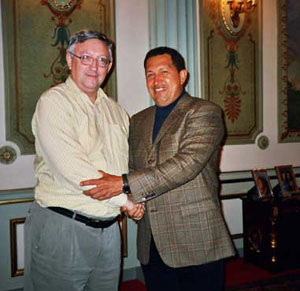
Алан Вудс на встрече с президентом Венесуэлы Уго Чавесом

Точно так же, как Комитет за рабочий интернационал проводил политику вступления в массовые социал-демократические партии вплоть до начала 1990-х годов, секции ММТ по всему миру применяют этот метод в рабочих партиях (там, где они существуют), некоторых коммунистических партиях, например, во Франции и Италии, а в некоторых странах — в массовых популистских партиях, таких как Народная партия Пакистана. Эта работа, однако, обычно сочетается с независимой работой вне этих структур и недопущением роспуска организации внутри них.
Влияние ММТ распространилось на страны Латинской Америки, где появились секции в Венесуэле, Перу, Аргентине, Мексике, Боливии, Бразилии и Сальвадоре. В конце 2002 г. они способствовали запуску кампании солидарности в «Руки прочь от Венесуэлы», которая в настоящее время действует в 30 странах и приняла резолюции профсоюзных движений в Великобритании, Канаде, Италии и других странах. Активисты ММТ также играют важную роль в движении FRETECO (Фронт предприятий, находящихся под контролем рабочих) в Бразилии и Венесуэле. В Венесуэле секция ММТ поддерживала Уго Чавеса, продвигая идеи Маркса, Ленина и Троцкого . В 2010 году Рамон Мучачо, лидер венесуэльской оппозиционной партии «За справедливость» утверждал, якобы Алан Вудс из ММТ был «главным идеологическим советником и личным другом» Чавеса.
Каждый год все секции ММТ принимают участие в большом мероприятии, которое является либо Всемирным конгрессом, либо Всемирной школой марксизма. Функция конгресса состоит в том, чтобы обсудить деятельность ММТ в мире, представить отчеты и спланировать будущую деятельность, в то время как Всемирная школа направлена в основном на углубление знаний марксистской теории, истории рабочего движения и положения социалистических идей в мире.
В первые дни марта 2009 года Международная марксистская тенденция организовала марксистскую школу в Мексике, где революционеры со всей Северной, Южной и Центральной Америки собрались, чтобы обсудить работу, проделанную в каждой стране, а также марксистские идеи и перспективы для движения. В частности, на одной из встреч присутствовал Эстебан Волков, внук Троцкого, который назвал Алана Вудса одним из лучших последователей Троцкого. Также на этом мероприятии был запущен новый теоретический журнал под названием «America Socialista», который в настоящее время издается на испанском языке. Планируется его издание на португальском, английском и французском языках.
В 2012 году ММТ опубликовало статью, осуждающую попытку убийства Малалы Юсуфзай, утверждая, что она является сторонницей ММТ, и демонстрируя фотографию её выступления в школе ММТ в Свате, Пакистан. Заявление использовалось для интерпретации политики Юсуфзай и для размышлений о том, имеет ли она коммунистические или антирелигиозные взгляды. Юсуфзай направила приветствие съезду пакистанской секции ММТ 9 марта 2013 года, в котором сказала: «Я убеждена, что социализм — единственное решение, и призываю всех товарищей довести эту борьбу до победного конца. Только это освободит нас от цепей фанатизма и эксплуатации».

## Российская секция
В России ММТ издавала газету «Рабочий авангард» и не придерживается тактики энтризма, делая упор на независимую внешнюю агитацию. В 2019 году представители российской секции ММТ в Москве возглавили борьбу жителей района Зюзино против возведения храма РПЦ в местном парке.
Отколовшаяся часть Революционной рабочей партии на съезде 3–4 мая 2019 года объединилась с российской секцией ММТ, образовалась «Марксистская Тенденция» (МТ). В мае 2023 года вследствие слияния МТ с другой коммунистической организации «Новые Красные» (НК), отколовшейся от Союза марксистов в 2019 году, была создана Организация (затем Партия) коммунистов-интернационалистов (ОКИ). Её целью декларируется построение революционной авангардной кадровой партии рабочего класса.

## Издания
Помимо интернационального веб-сайта, каждая национальная секция имеет собственный веб-сайт на соответствующем языке(ах) страны. Также на сайте имеется некоторое количество аудио и видео материалов. РКИ управляет издательством Wellred Books, которое издаёт ряд книг Троцкого, Алана Вудса и других авторов и продаёт их через свой книжный онлайн-магазин и снабжает секции ММТ материалами для их книжных киосков. Каждый раздел ММТ регулярно публикует теоретические периодические издания, такие как «В защиту марксизма», «Социалистическая Америка», «Азиатское марксистское обозрение» или «FalceMartello».

## Национальные секции
| Страна                        | Секции                                                                        | Русское имя                                              | Официальный веб-сайт                                  | Энтризм в                           |
| ----------------------------- | ----------------------------------------------------------------------------- | -------------------------------------------------------- | ----------------------------------------------------- | ----------------------------------- |
| Австралия                     | Revolution Australia                                                          | Революция Автралия                                       | http://revolutionaustralia.org/                       |                                     |
| Австрия                       | Der Funke                                                                     | Искра                                                    | http://www.derfunke.at/                               | Социалистическая Молодёжь Австрии   |
| Аргентина                     | Revolución                                                                    | Революция                                                | https://argentinamilitante.org/                       |                                     |
| Бангладеш                     | IMT বাংলাদেশ                                                                      | ММТ Бангладеш                                            | https://www.instagram.com/imt_bangladesh/             |                                     |
| Бельгия - Валлония - Фландрия | - Révolution - Vonk                                                           | - Революция - Искра                                      | - http://marxiste.be/ - http://www.vonk.org/          |                                     |
| Бразилия                      | Organização Comunista Internacionalista                                       | Интернационалистическая коммунистическая организация     | http://www.marxismo.org.br/                           |                                     |
| Великобритания                | Revolutionary Communist Party                                                 | Революционная коммунистическая партия                    | http://www.socialist.net/ - http://revolution.scot/   | Лейбористская партия (до июля 2021) |
| Венгрия                       | Fáklya                                                                        | Факел                                                    | https://www.instagram.com/faklya.imt/                 |                                     |
| Венесуэла                     | Lucha de Clases                                                               | Классовая борьба                                         | https://www.luchadeclases.org.ve/                     | Народно-революционная альтернатива  |
| Восточный Тимор               | Marxista Revolusionariu                                                       | Революционный марксист                                   | https://www.instagram.com/marxistarevolusionariu/     |                                     |
| Гватемала                     | Bloque Popular Juvenil                                                        | Молодежный народный блок                                 | http://bloquepopularjuvenil.org/                      |                                     |
| Германия                      | Revolutionäre Kommunistische Partei                                           | Революционная коммунистическая партия                    | https://www.derfunke.de/                              |                                     |
| Гондурас                      | Izquierda Marxista                                                            | Марксистская левая                                       | https://izquierdamarxista.wordpress.com/              |                                     |
| Греция                        | Επαναστατική Κομμουνιστική Οργάνωση                                           | Революционная коммунистическая организация               | http://www.marxismos.com/                             |                                     |
| Дания                         | Revolutionært Kommunistisk Parti                                              | Революционная коммунистическая партия                    | https://revosoc.dk/                                   |                                     |
| Индия                         | Bolshevik IMT India                                                           | Большевик ММТ Индия                                      | https://www.instagram.com/bolshevik_imt_india/        |                                     |
| Индонезия                     | Militan                                                                       | Воинствующий                                             | http://www.militanindonesia.org/                      |                                     |
| Ирландия                      | Irish Marxists                                                                | Ирландские марксисты                                     | https://www.instagram.com/irishmarxists               |                                     |

Карта действующих национальных секций по странам

| Испания - Каталония           | Organización Comunista Revolucionaria - Organització Comunista Revolucionària | Революционная коммунистическая организация               | http://www.luchadeclases.org/ - https://marxista.cat/ |                                     |
| Италия                        | Sinistra classe rivoluzione                                                   | Лево, Класс, Революция                                   | http://www.rivoluzione.red/ http://www.marxismo.net/  |                                     |
| Канада - Квебек               | Revolutionary Communist Party - Parti communiste révolutionnaire              | Революционная коммунистическая партия                    | https://www.marxist.ca/ - https://www.marxiste.qc.ca/ |                                     |
| Китайская Республика          | 火花                                                                          | Искра                                                    | https://marxist.tw/                                   |                                     |
| Колумбия                      | Colombia Marxista                                                             | Марксистская Колумбия                                    | https://colombiamarxista.com/                         |                                     |
| Латвия                        | Starptautiskā Marksista Tendence - Latviešu Sekcija                           | Международная марксистская тенденция - Латвийская секция | https://www.instagram.com/imtlatvia_/                 |                                     |
| Малайзия                      | Ombak Revolusi                                                                | Волны революции                                          | https://www.instagram.com/malaysia.imt                |                                     |
| Марокко                       | رابطة العمل الشيوعي                                                           | Коммунистическая лига                                    | https://www.marxy.com/                                |                                     |
| Мексика                       | Organización Comunista Revolucionaria                                         | Революционная коммунистическая организация               | http://www.laizquierdasocialista.org/                 | Движение национального возрождения  |
| Нигерия                       | Workers' Alternative                                                          | Рабочия альтернативя                                     | https://www.workersalternative.com/                   |                                     |
| Нидерланды                    | Revolutie                                                                     | Революция                                                | http://marxisten.nl/                                  | РООД                                |
| Новая Зеландия                | Socialist Appeal                                                              | Социалистический призыв                                  | http://www.socialist.org.nz/                          |                                     |
| Норвегия                      | Revolusjon                                                                    | Революция                                                | http://marxister.no/                                  |                                     |
| Пакистан                      | لال سلام                                                                      | Красное приветствие                                      | https://www.marxist.pk/                               |                                     |
| Польша                        | Czerwony front                                                                | Красный фронт                                            | http://czerwonyfront.org/                             |                                     |
| Португалия                    | Colectivo Marxista                                                            | Марксистский коллектив                                   | https://www.colectivomarxista.org/                    |                                     |
| Россия                        | Партия коммунистов-интернационалистов                                         | Партия коммунистов-интернационалистов                    | https://okintern.net                                  |                                     |
| Сальвадор                     | Revolución Comunista                                                          | Коммунистическая революция                               | http://www.bloquepopularjuvenil.org/                  |                                     |
| Словакия Чехия                | Komunistická Avantgarda                                                       | Коммунистический авангард                                | https://www.avant-garda.com                           |                                     |
| США                           | Revolutionary Communists of America                                           | Революционные коммунисты Америки                         | http://socialistrevolution.org/                       |                                     |
| Таиланд                       | IMT ประเทศไทย                                                                 | ММТ Таиланд                                              | https://www.instagram.com/imtthailand/                |                                     |
| Турция                        | Sosyalist Devrim                                                              | Социалистическая революция                               | https://www.instagram.com /imtsosyalistdevrim         |                                     |
| Украина                       | Комуна                                                                        | Коммуна                                                  | https://marxistua.com/                                |                                     |
| Финляндия                     | Vallankumos                                                                   | Революция                                                | http://marxisti.com                                   |                                     |
| Франция                       | Révolution                                                                    | Революция                                                | http://www.marxiste.org/                              | Непокорённая Франция                |
| Швейцария                     | Revolutionäre Kommunistische Partei (Parti communiste révolutionnaire)        | Революционная коммунистическая партия                    | http://www.derfunke.ch/                               | Молодые социалисты Швейцарии        |
| Швеция                        | Revolutionära Kommunistiska Partiet                                           | Революционная коммунистическая партия                    | http://www.marxist.se/                                |                                     |
| Чили                          | CMI - Octubre                                                                 | ММТ - Октябрь                                            | https://www.instagram.com/cmi_chile_octubre/          |                                     |
| Шри-Ланка                     | සමාජවාදී දියුණුව                                                                    | Прогрессивный социалист                                  | https://www.instagram.com/forward.socialist/          |                                     |
| ЮАР                           | Revolution                                                                    | Революция                                                | http://marxist.co.za/                                 |                                     |
| Страны бывшей Югославии       | Crveni (Црвени, Rdeči)                                                        | Красные                                                  | http://www.crvenakritika.org/ https://novaiskra.mk/   |                                     |